# Filipos Pieros
Filipos Pieros (gr. Φίλιππος Πιέρρος; ur. 14 listopada 1957 w Pirgos) – grecki polityk, prawnik i nauczyciel akademicki, poseł do Parlamentu Europejskiego III kadencji.

## Życiorys
W 1979 ukończył studia prawnicze na Uniwersytecie Narodowym im. Kapodistriasa w Atenach. Kształcił się także na studiach typu LLM w Harvard Law School (IEM, Public International Law, 1980) i Uniwersytecie w Exeter (LLM, International Business Law and Competition, 1987), a także w szkole prawa i dyplomacji (MALD) we Fletcher School of Law and Diplomacy w ramach Tufts University. W 1982 obronił doktorat z międzynarodowego prawa morskiego na Uniwersytecie Harvarda. Uzyskał również uprawnienia adwokata, praktykował w tym zawodzie w Atenach. Publikował w czasopismach naukowych i politycznych, wydał kilka książek poświęconych prawu europejskiemu i polityce międzynarodowej. Od 1988 pracował w Centrum Praw Człowieka ONZ w Genewie.
Został członkiem Nowej Demokracji, należał w niej do grupy odpowiedzialnej za kwestie międzynarodowe. W 1984 po raz pierwszy kandydował w eurowyborach. W 1989 uzyskał mandat posła do Parlamentu Europejskiego III kadencji. Przystąpił go grupy Europejskiej Partii Ludowej, zasiadł m.in. w Komisji ds. Energii, Badań Naukowych i Technologii, Komisji ds. Regulaminu, Weryfikacji Mandatów i Immunitetów oraz Komisji ds. Gospodarczych i Walutowych oraz Polityki Przemysłowej. Później został m.in. zastępcą permanentnego przedstawiciela Unii Europejskiej w Paryżu i pracownikiem Komisji Europejskiej.